# Beni Deus
Venancio Deus Mejuto más conocido como Beni/Beny Deus (La Coruña, 12 de diciembre de 1919-Madrid, 16 de marzo de 1989) fue un actor español, que participó en alrededor de ciento cincuenta películas a lo largo de su carrera cinematográfica iniciada en 1949 y que abarcó los siguientes treinta años.
También formó parte del reparto de series de televisión como Cervantes, Historias para no dormir, Los camioneros y El pícaro. Asimismo intervino en obras de teatro televisado en programas como Estudio 1 o Novela.

## Filmografía completa
- La guitarra de Gardel (1949)
- Don Juan (1950)
- Facultad de Letras (1950)
- El sueño de Andalucía (1951)
- La trinca del aire (1951)
- Noche de tormenta (1951)
- Cerca de la ciudad (1952)
- El tirano de Toledo (1952)
- La Estrella de Sierra Morena (1952)
- Los ojos dejan huellas (1952)
- María Dolores (1952)
- Ronda española (1952)
- Último día (1952)
- ¡Che, qué loco! (1953)
- Ha desaparecido un pasajero (1953)
- El bandido generoso (1954)
- El milagro del sacristán (1954)
- Felices Pascuas (1954)
- La patrulla (1954)
- Mañana, cuando amanezca (1954)
- Tres huchas para Oriente (1954)
- Al fin solos (1955)
- Familia provisional (1955)
- Orgullo (1955)
- Rapto en la ciudad (1955)
- Sin la sonrisa de Dios (1955)
- Pasaje a Venezuela (1957)
- Diez fusiles esperan (1959)
- ¡S.O.S., abuelita! (1959)
- Los económicamente débiles (1960)
- Los mercenarios (1960)
- Mi calle (1960)
- Mi último tango (1960)
- Pasa la tuna (1960)
- Cariño mío (1961)
- El pobre García (1961)
- Ha llegado un ángel (1961)
- Honorables sinvergüenzas (1961)
- Pachín almirante (1961)
- Rosa de Lima (1961)
- Teresa de Jesús (1961)
- Trampa para Catalina (1961)
- Tres de la Cruz Roja (1961)
- Los cuervos (1961)
- Y el cuerpo sigue aguantando (1961)
- El grano de mostaza (1962)
- El sol en el espejo (1962)
- Esa pícara pelirroja (1962)
- La bella Mimí (1962)
- Lulú (1962)
- Martes y trece (1962)
- Mi adorable esclava (1962)
- Tómbola (1962)
- Torrejón City (1962)
- El escándalo (1963)
- El Llanero (1963)
- El valle de las espadas (1963)
- Tú y yo somos tres (1964)
- Antes llega la muerte (1964)
- Bienvenido, padre Murray (1964)
- Don Quijote (1964)
- Erik el vikingo (1964)
- Genoveva de Brabante (1964)
- Héroes del Oeste (1964)
- Los jinetes del terror (1964)
- Orden: FX 18 debe morir (1964)
- Un puente sobre el tiempo (1964)
- Desafío en Río Bravo (1965)
- El dedo en el gatillo (1965)
- El secreto de Bill North (1965)
- La cesta (1965)
- Los jueces de la Biblia (1965)
- Operación Mogador (1965)
- Tabú (1965)
- Agente 003: Operación Atlántida (1966)
- 3S3, agente especial (1966)
- Dos pistolas gemelas (1966)
- Las últimas horas (1966)
- Operación Dalila (1966)
- Clint el solitario (1967)
- Codo con codo (1967)
- Consigna: Tánger 67 (1967)
- Diez horcas para un pistolero (1967)
- Llaman de Jamaica, Mr. Ward (1967)
- Los guardiamarinas (1967)
- Sor Citroën (1967)
- Cuidado con las señoras (1968)
- El turismo es un gran invento (1968)
- Las Vegas, 500 millones (1968)
- Los que tocan el piano (1968)
- Un sudario a la medida (1968)
- Carola de día, Carola de noche (1969)
- Los desesperados (1969)
- Manos torpes (1969)
- ¿Por qué pecamos a los cuarenta? (1969)
- Susana (1969)
- ¡Viva América! (1969)
- Garringo (1970)
- Crimen imperfecto (1970)
- De profesión sus labores (1970)
- El astronauta (1970)
- El hombre que se quiso matar (1970)
- Los compañeros (1970)
- Pierna creciente, falda menguante (1970)
- Una señora llamada Andrés (1970)
- El apartamento de la tentación (1971)
- El sobre verde (1971)
- Me debes un muerto (1971)
- No desearás la mujer del vecino (1971)
- Si Fulano fuese Mengano (1971)
- Vente a Alemania, Pepe (1971)
- Nada menos que todo un hombre (1972)
- Detrás del silencio (1972)
- Joven de buena familia sospechosa de asesinato (1972)
- Mil millones para una rubia (1972)
- ¡No firmes más letras, cielo! (1972)
- Sexy Cat (1972)
- Trágica ceremonia en Villa Alexander (1972)
- Yo los mato y tú cobras la recompensa (1972)
- Demasiado bonitas para ser honestas (1972)
- Disco rojo (1973)
- El abuelo tiene un plan (1973)
- La curiosa (1973)
- La encadenada (1973)
- La hiena (1973)
- Santo contra el Doctor Muerte (1973)
- Cuando el cuerno suena... (1974)
- Cuando los niños vienen de Marsella (1974)
- El amor empieza a medianoche (1974)
- Siete chacales (1974)
- Tocata y fuga de Lolita (1974)
- Una libélula para cada muerto (1974)
- Vida conyugal sana (1974)
- El blanco, el amarillo y el negro (1975)
- El adúltero (1975)
- Esclava te doy (1975)
- Furtivos (1975)
- Hay que matar a B. (1975)
- Las protegidas (1975)
- Ligeramente viudas (1975)
- Muerte de un quinqui (1975)
- Obsesión (1975)
- Tres suecas para tres rodríguez (1975)
- Vida íntima de un seductor cínico (1975)
- Yo soy Fulana de Tal (1975)
- A la Legión le gustan las mujeres (...y a las mujeres les gusta la Legión) (1976)
- Las delicias de los verdes años (1976)
- Volvoreta (1976)
- El perro (1977)
- ...Y al tercer año, resucitó (1980)